# Givi Tsjochelistadion
Het Givi Tsjochelistadion is een voetbalstadion in de Georgische stad Telavi. In het stadion speelt FC Telavi haar thuiswedstrijden. Het stadion is vernoemd naar Givi Tsjocheli.